# Orchidea manó
Az orchidea manó (Hymenopus coronatus) a rovarok (Insecta) osztályának fogólábúak (Mantodea) rendjébe, ezen belül a Hymenopodidae családjába tartozó faj.

## Előfordulása
Malajzia, Indonézia, India, Thaiföld, Kína, Hawaii, Szumátra.
Magyarországon természetes környezetben nem él, a Fővárosi Állat- és Növénykert háttértárában tenyésztik, de egyelőre látogatók nem láthatják. 

## Élőhelye
A meleg, párás helyeket kedveli, megtalálható papajafákon, különböző virágokon, orchideákon, de nem csak virágokon, hanem növények között, virágnak álcázva is.

## Megjelenése
Rendszertanilag nem sáska, de a köznyelvben sáskaként terjedt el.
Érdekessége, hogy a sáskák közül ennél az állatfajnál van a legnagyobb méret- és súlybeli különbség a hímek és a nőstények között. A nőstények akár több mint kétszer olyan hosszúak és súlyúak is lehetnek, mint a hímek.
A felnőtt nőstények körülbelül 6-7 cm hosszúak (a vadon élő példányok valamivel hosszabbak a terráriumban nevelteknél), míg a hím csak körülbelül 2,5-3 cm.

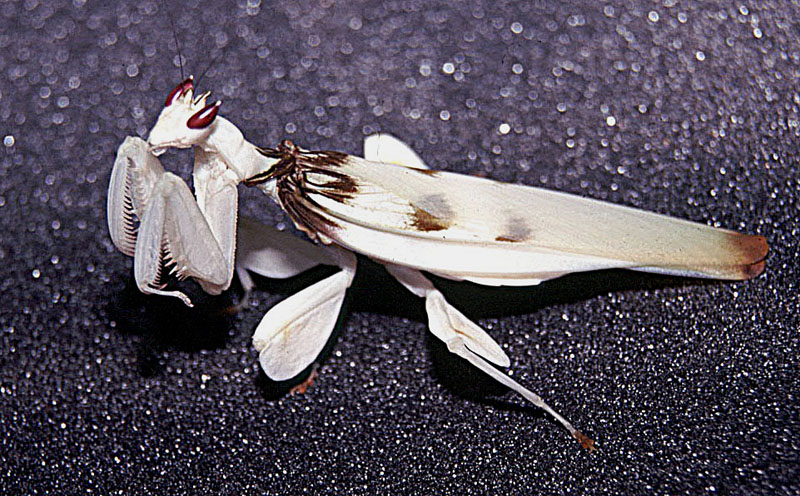

Másik érdekességük, hogy képesek a színüket megváltoztatni, ami a sáskáknál rendkívül ritka.
Akár pár nap alatt is képesek erre, de ez függ a környezeti viszonyoktól, páratartalomtól, fényviszonyoktól, de a táplálék mennyiségétől is.
Színezetükkel, formájukkal tökéletes álcát fejlesztettek ki. Színük a rózsaszíntől a liláig, sötétbarnáig sokféle árnyalatban, tarkaságban létezik, de megtalálhatóak teljesen fehér példányok is. 
Színezete és mintázata a környezetétől függ, abba illeszkedik. 

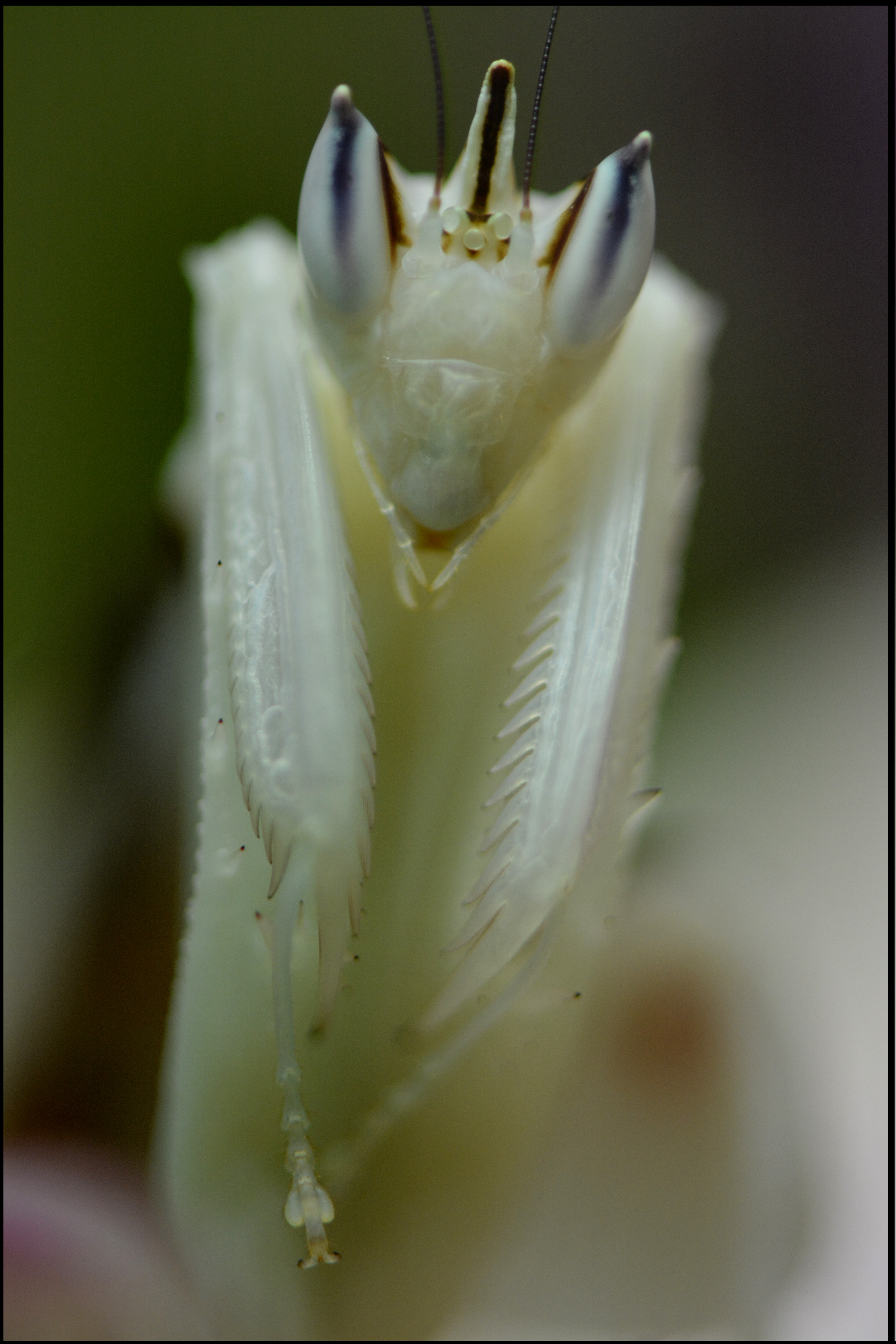

Külseje megtévesztésig hasonlít a virágok szirmaihoz, ami tökéletes álca a leendő zsákmány odacsalogatására, valamint szinte láthatatlanná teszi fő ellensége, a madarak ellen.
Vizsgálatok kimutatták, hogy testük tükrözi az UV fényt, a természetes virágoknál a rovarok nagyobb arányban választották, még a repülési útvonalukat is megváltoztatták mikor a látóterükbe helyezték a manókat.
Megfigyelések szerint eredményesebben vonzzák a rovarokat magukhoz, mint a valódi virágok. Egész testük része az álcázásnak, még lábaikon is virágszirmokhoz hasonló kinövések vannak. Az álcát nem arra használják, hogy elbújjanak, mint a legtöbb állat, hanem éppen ellenkezőleg, arra, hogy felhívják magukra a figyelmet.
A nőstények hátán lévő sáv zöld vagy barna, míg a hímeké barna színű.
A nőstények lábán lévő virágszirmot utánzó lebeny szélesebb, a hímekén keskenyebb.
A nőstények szélesek, potrohszelvényeinek száma 5-6, míg a hímek keskenyebbek és 6-8 szelvénnyel rendelkeznek. A hímek csápjai hosszabbak és vastagabbak.
Szárnyaik jól fejlettek, repülésre alkalmasak.
Szemeik jellemzően a fajra, hosszú, kúp alakúak, rózsaszínűek, kékek, halványlilák.
Fűrészes, mellső fogólábai tökéletesen alakultak a ragadozó életmódjához. Elkapás után az áldozatnak már lehetetlen kiszabadulnia a biztos fogásból. 
A kis manók úgy néznek ki, mintha fekete vagy narancssárga kis hangyák lennének, fekete lábakkal és fejjel. Színük a növekedéssel fokozatosan változik. A fekete színből való átalakulás után a legszebbek, színük fényes fehér, vagy rózsaszínű lesz.

## Életmódja
A nőstények körülbelül 8 hónapig, a hímek 5-6 hónapig élnek. 
A meleg, párás környezetet kedvelik. 

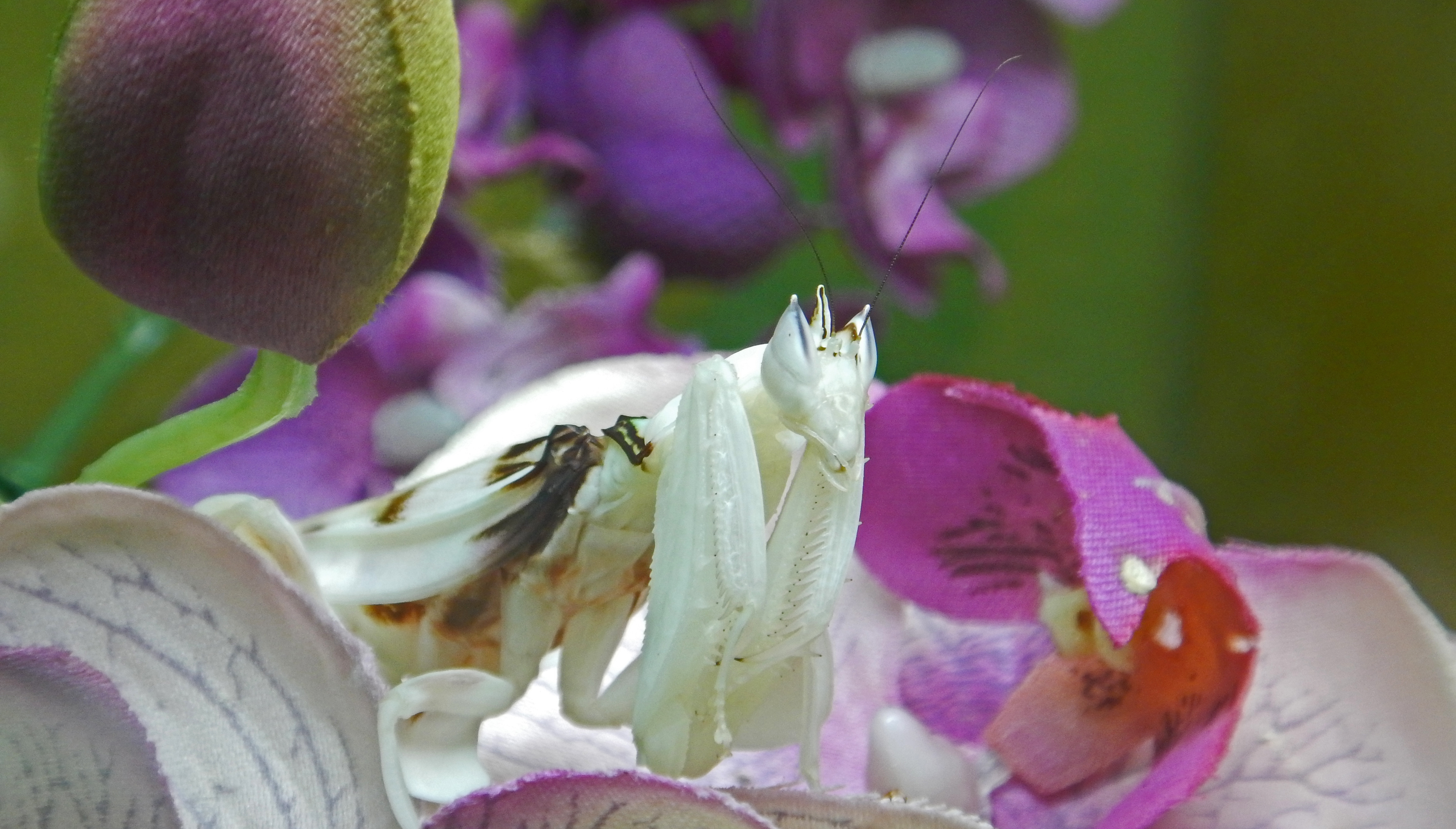

A faj mindkét neme képes repülni, de a nőstények lomhábbak, ritkán emelkednek a levegőbe, legtöbbször szárnyaikat a hosszabb ugrásokhoz használják, ellentétben a hímekkel, akik jó repülők, amire különösen a párzás idején van szükségük, rátalálni a nőstényekre, valamint gyorsabbak, mozgékonyabbak, amire szintén a párzás után van a legnagyobb szükségük, hogy el tudjanak menekülni, mielőtt az agresszív nőstény megcsonkítaná, vagy megenné őket.
Húsevő állatok. Nem rejtőzködnek, feltűnő színeikkel inkább szeretnék felhívni magukra a figyelmet. 
A zsákmányt mozdulatlanul várják a növényeken, esetleg lassan billegve a növény szél által keltett mozgását imitálják, majd amikor a gyanútlan áldozat a közelükbe kerül, villámgyorsan elkapják fűrészes fogólábaikkal és élve megeszik őket.
A szabadban nem gyakoriak. Viselkedésük főleg a terráriumban tartott példányokról ismertek.
Kutatók megfigyelése szerint az orchidea manók színe a rovarok számára megkülönböztethetetlen a legelterjedtebb virágoktól. A nektárt kereső méhek például eltértek a repülési útvonaluktól és inkább a manók felé folytatták útjukat.
Veszély esetén a nőstények általában lelapulnak, széttárt lábakkal, mozdulatlanul a virágokat utánozzák, a hímek inkább elszállnak.

## Táplálkozása

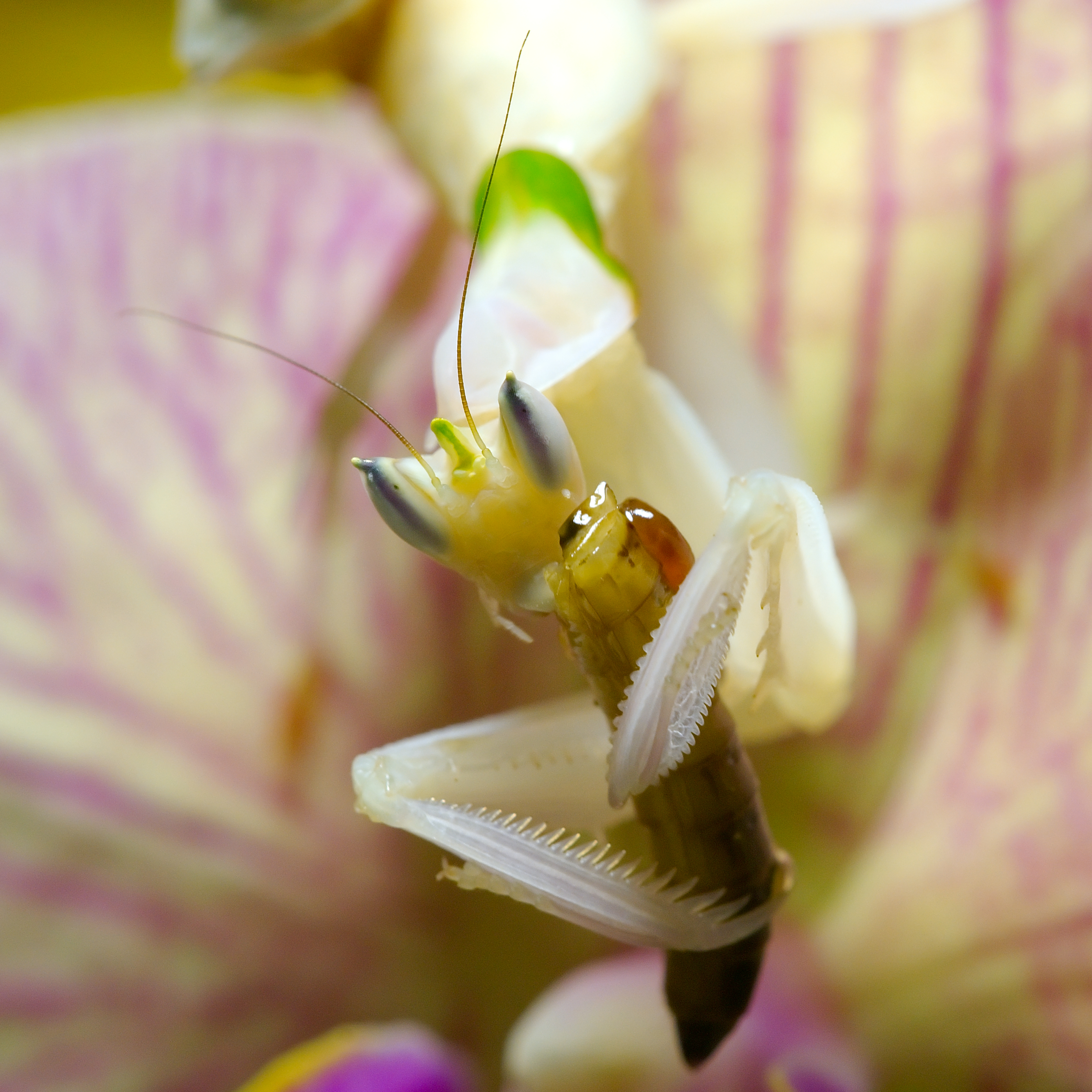

A vadonban fő táplálékát a repülő rovarok teszik ki, legyek, méhek, darazsak, lepkék, stb., de amit el tud fogni, mindent elfogyaszt, kisebb gyíkokat, tücsköket, szöcskéket, bogarakat, férgeket is. Hogy vitaminszükségletét pótolja banánt is szokott enni.
Fogságban is nagyon fontos számukra a változatos táplálék, ez télen a legnehezebb, de ekkor sem szabad csak tücskökkel, vagy a horgászcsaliként használt kukacokkal etetni. A kukacokat kikeltetve, a belőlük átalakult legyekkel is bővíteni kell az ételkínálatot.
Mivel a vadonban fő tápláléka a pollengyűjtő rovarok, melyek elfogyasztásával ő is jelentős mennyiségű virágport eszik meg, hogy ezekhez a hasznos anyagokhoz hozzájusson, fogságban is célszerű a terráriumába őrölt pollenszemcséket tenni, vagy a leendő táplálékát előbb mézzel etetni, így azok elfogyasztása után az orchidea manó is hozzájut a szükséges anyagokhoz, melyektől erősebbek, egészségesebbek lesznek, több és egészségesebb utódot petéznek párosodás után.
Vedlés előtt, napokkal, vagy akár hetekkel is abbahagyhatja a táplálkozást az állat. Általában minél nagyobb méretű, annál tovább fog koplalni. Ha már nem eszik, a még esetleg bent lévő élő táplálékot is el kell a közeléből távolítani, valamint ilyenkor kiemelten fontos a vízpára, ami segíti, hogy a régi bőrétől megszabaduljon. Vedlés után újra folytatható az etetése, bár megtörténhet, hogy a kimerültségtől még pár napig nem fogad el táplálékot.

## Környezeti igényei

### Természetes élőhelyén
Nappal 25-35  °C közötti, éjszaka 18 °C körüli hőmérséklet, 60-80%-os páratartalom.

### Terráriumban

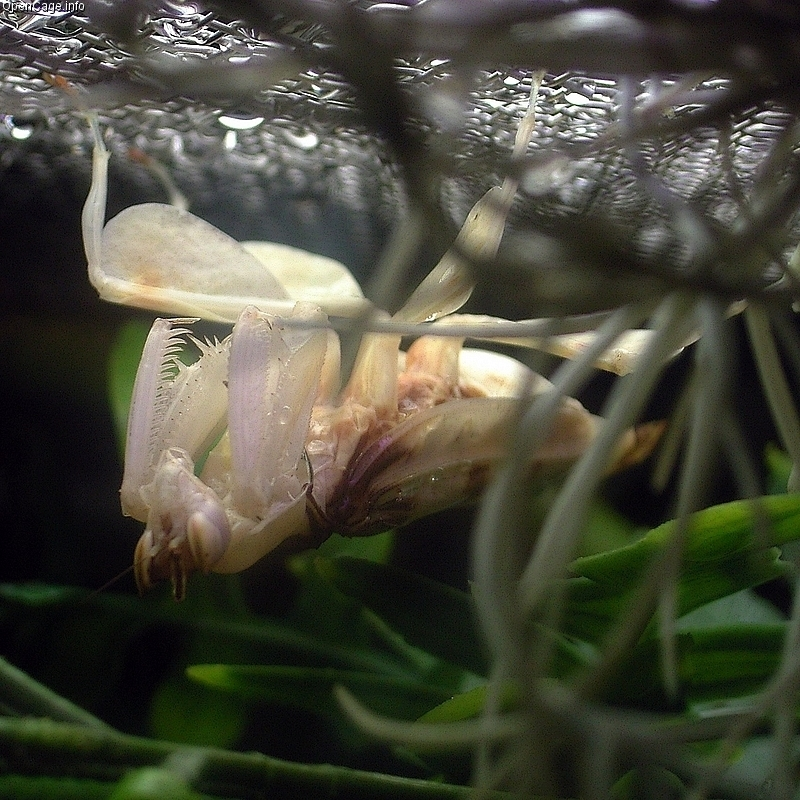

Lakhelyének minimum 30 x 20 x 20 cm-nek kell lennie. Nagyon fontos imitálni a természetes környezetét, növényekkel, virágokkal, (ezek lehetnek műanyagból is), és faágakkal. Ez utóbbi feltétlenül szükséges a vedlésekor. Fontos, hogy az ágak egy része az aljzaton álljon. A manó fejjel lefelé lógva, fokozatosan lefelé mászva csúszik ki kinőtt bőréből. Ha nincs függeszkedési lehetősége, legtöbbször nem tud kibújni belőle és elpusztulhat. 
A nappali legideálisabb hőmérséklet 28 °C, éjszaka pedig a 18-20 °C körüli. Nagyon szereti a meleget, még nyáron is fűtést igényel lakhelye, melynek éppen ezért elengedhetetlen tartozéka a hőmérő. 
A hímek, ha jól vannak etetve tarthatóak többen is együtt, az agresszív nőstényeket viszont csak magányosan lehet tartani. A párás környezet elengedhetetlen számukra, ami a felnőttek esetén napi egyszeri permetezéssel megoldható. A terrárium aljzatának tőzeget, kókuszrostot, vagy egyszerűen konyhai papírtörlőt, vagy törölközőt lehet használni, ami biztosítja a folyamatos párás környezetet. 
A fiatal orchidea manóknak csak 6-7 naponta szabad permetezni a terrárium aljzatát, mert a túlzott párásítástól megbetegednek. Nagyon fontos a szellőzés biztosítása is, mert a párás környezetben a penészgombák könnyen elszaporodhatnak.
Itatóra általában nincsen szükség, a vízigényét a növényeken lecsapódó párából fedezi.

## Szaporodása

### Természetes élőhelyén
Körülbelül két héttel  az utolsó vedlésük után a nőstények készen állnak a párzásra. A hímeket a levegőbe juttatott feromonjaikkal csalogatják magukhoz. 
Napokkal, vagy hetekkel a párzás után petetokjaikban, egymás fölé, fürtökben helyezik el petéiket. A petetokok körülbelül 5 cm hosszúak és fehérje hab tartalmuk gondoskodik az utódok védelméről. Színük fehérről, 1-2 nap múlva világosbarnává változik.
Optimális körülmények között, körülbelül 50-100 kis orchidea manó fog 5-6 héten belül kikelni. Kezdetben narancsvörösek és feketék, majd az első vedlésük után első színük fehér vagy rózsaszínű lesz.

### Fogságban
Szépsége, különlegessége miatt a terráriumi gyűjtők egyik kedvenc állata. 
Mivel a természetben ritka, ezért vadon élő példányait szigorúan tilos gyűjteni, kereskedelme csak terráriumi szaporítással valósítható meg.
Ha a szaporítást, az egyidőben kikelt példányokból szeretné a tenyésztő, mivel a hímek hamarabb válnak ivaréretté és rövidebb is az élettartamuk, gátolni kell a fejlődésüket, hogy a nőstényeknél később, vagy azonos időben váljanak ivarérettekké. Ezt úgy lehet elérni, hogy a hőmérsékletet 18-20 °C körül kell tartani, a párásítást ritkítani kell, valamint a táplálék ellátást is a minimálisra kell csökkenteni. Ha a nőstények elérték az ivarérettséget, a hímeknek is emelni kell a táplálék mennyiségét, a környezeti hőmérsékletet és nagyon hamar ők is párzóképessé válnak.
Ha a nőstények készek a párosodásra, 2-3 héttel az utolsó vedlés után megfigyelhető, ahogy ritmikus mozgással elkezdik a feromonokat szétspriccelni a környezetükben. 
Ekkor behelyezhető az ivarérett hím. Tanácsos a nősténynek közben táplálékot adni, mert előfordulhat, hogy még párosodás előtt megtámadja és megeszi az idegent. A hímet érdemes rögtön a nőstény mögé, vagy a hátára tenni, bár ez nem könnyű, mert ilyenkor már nagyon izgatottak, mozgékonyak. A párzás akár több órán át is tarthat.
Ha a hím befejezte a megtermékenyítést, biztonsága érdekében azonnal el kell távolítani a nőstény közeléből.

## Babonák
Az orchidea manókhoz sokféle babona fűződik. Afrikában  szerencsét hoz, ha valaki megérinti. Távol-Keleten gyógyhatást, potencia növelő erőt tulajdonítanak, nem csak a rovarnak, de még a levedlett bőrének is, amiből gyógyhatású készítményeket is készítenek. Szardínia szigetén viszont szerencsétlenséget jelent a rovar megölése, vagy akár megérintése.